# Orgel van het Concertgebouw

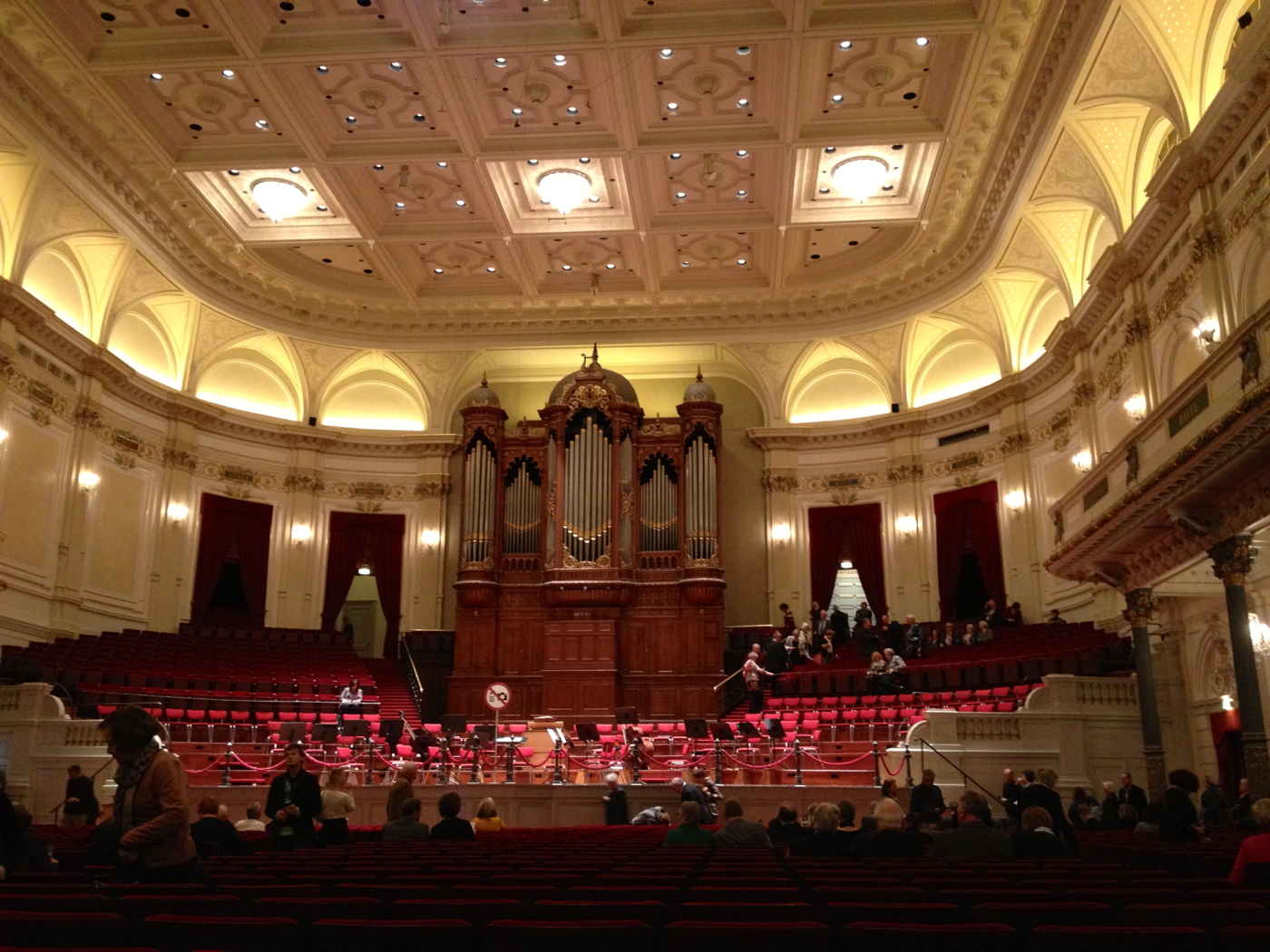
De Grote Zaal met het Maarschalkerweerd-orgel

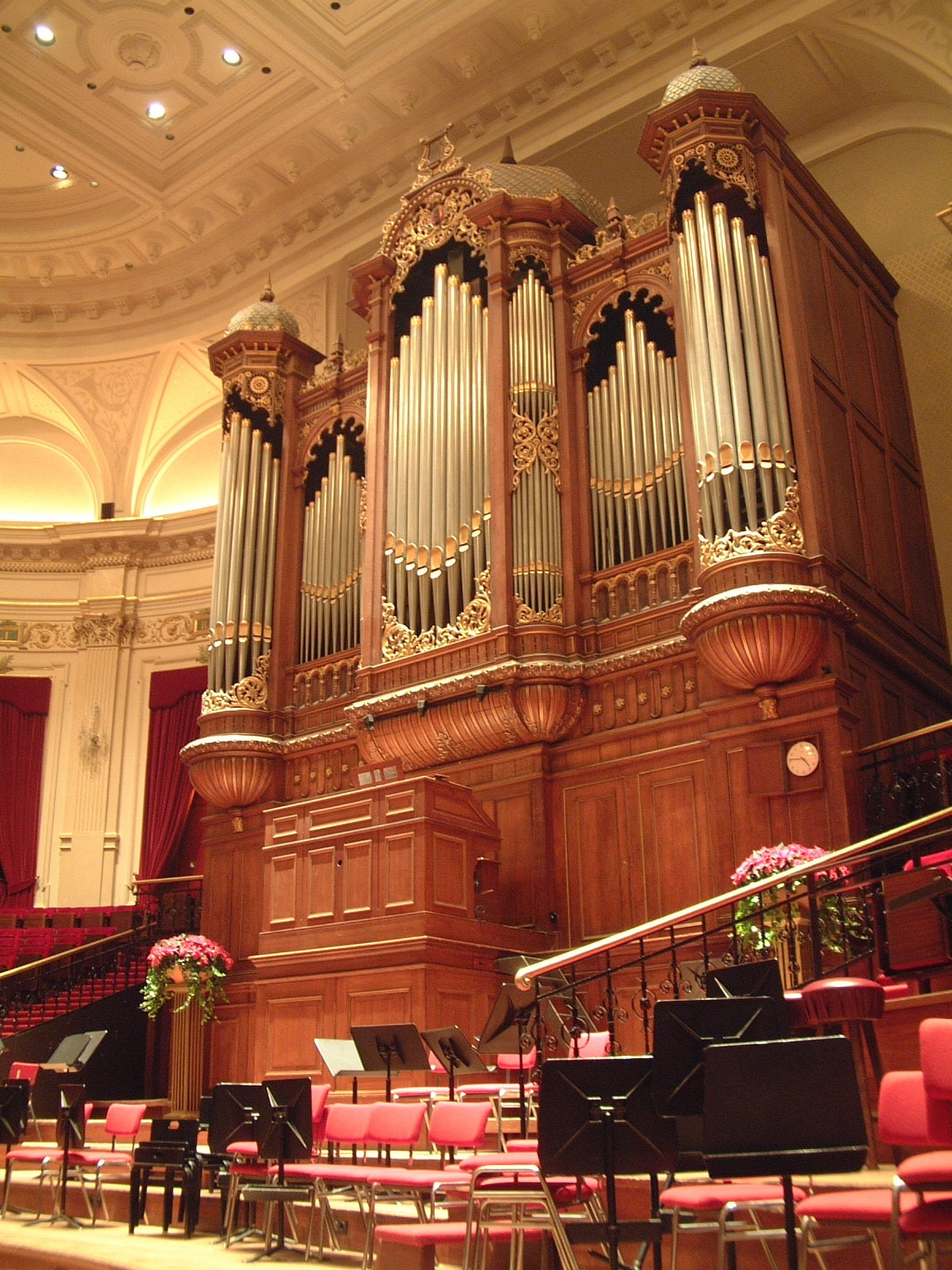

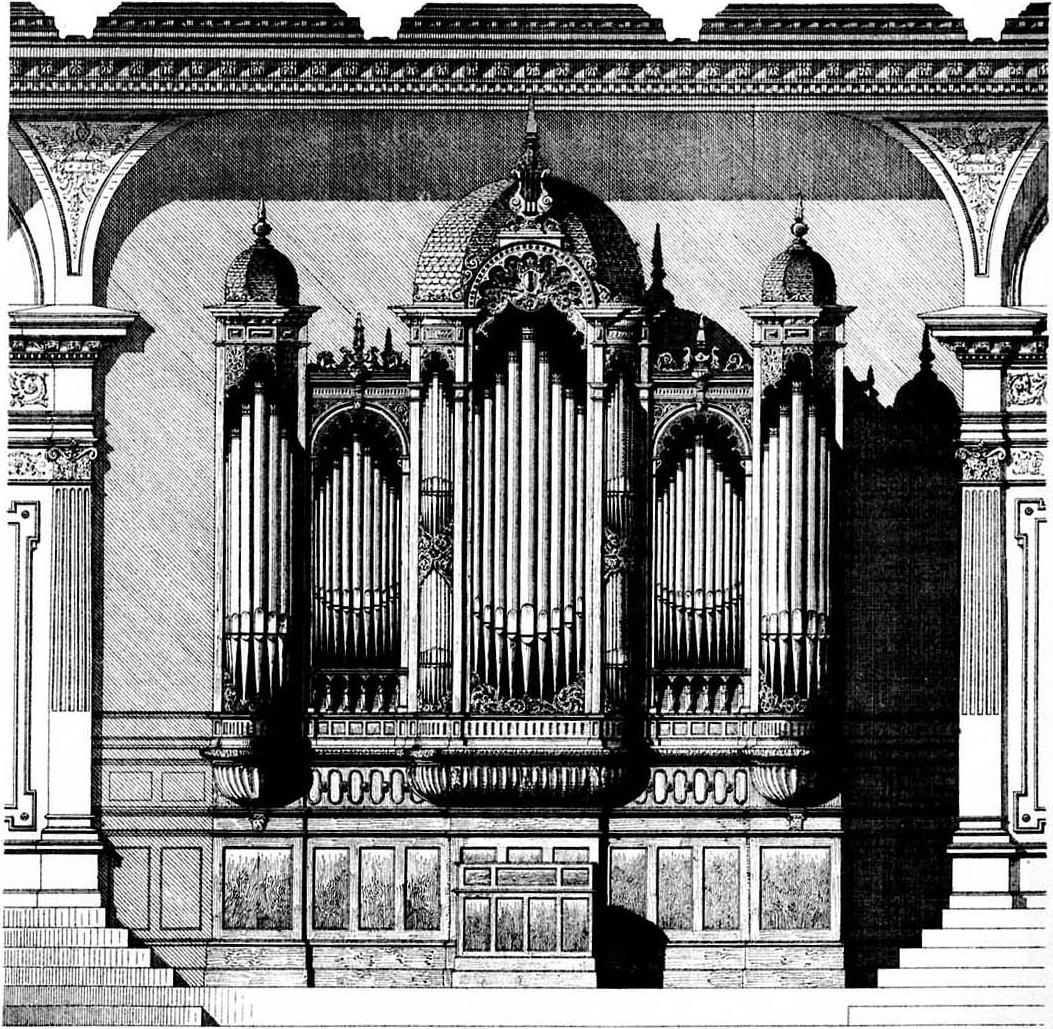
Ontwerp van het orgelfront zoals gemaakt door A.L. van Gendt

Het concertorgel van het Koninklijk Concertgebouw in Amsterdam bevindt zich in de concertzaal, bekend als de Grote Zaal. Als titulair organist is Leo van Doeselaar aangesteld.
Het orgel werd gebouwd in 1891 door Michaël Maarschalkerweerd. De orgelkas werd ontworpen door A.L. van Gendt, de architect van het gehele Concertgebouw. De bekroning van de middentoren is identiek aan de muziekkiosk die in de beginjaren in de tuin van het gebouw stond.
In de jaren vijftig van de twintigste eeuw beviel de klank van het orgel niet meer. Daarom werd vanaf 1954 een verbouwing uitgevoerd door orgelbouwer Sanders uit Utrecht, die in 1961 werd afgerond door Ernst Leeflang uit Apeldoorn. Deze verbouwing was door geldgebrek matig uitgevoerd. Al gauw traden er mankementen op en vanaf 1983 was het orgel totaal onbespeelbaar.
In 1992 werd het orgel gerestaureerd door Flentrop Orgelbouw. Om het krachtiger te maken is het daarbij uitgebreid van 46 naar 59 registers. Het orgel beschikt over drie klavieren en een vrij pedaal. De dispositie is als volgt: